# Río Paraná Bravo
El río Paraná Bravo es un curso fluvial situado en el sur de la provincia de Entre Ríos, centro-este de la Argentina. Hidrográficamente constituye un brazo del río Paraná inferior, formando parte del delta homónimo, siendo una de sus principales bocas de descarga de sus aguas. 

## Descripción
Este río se sitúa en el sector norte del delta inferior del río Paraná. El recorrido total del Paraná Bravo se encuentra limitado al departamento Islas del Ibicuy, y su curso tiene un rumbo general oeste-este. Su profundidad es de alrededor de 10 metros. Su fondo posee bancos de arena, los que son sujetos a extracción productiva mediante el dragado por buques especializados, denominados localmente «barcos areneros».
Ecorregionalmente, sus aguas se incluyen en la ecorregión de agua dulce Paraná inferior; mientras que los terrenos de sus márgenes inmediatos se adscriben en la ecorregión terrestre delta e islas del río Paraná.
El río Paraná Bravo es un efluente del brazo principal del río Paraná inferior: el Paraná Guazú, del cual se abre en la confluencia situada en las coordenas: 33°56′6.01″S 58°45′31.20″O / -33.9350028, -58.7586667. 
En sus primeros kilómetros el Paraná Bravo tiene más de 700 metros de ancho. Son varios los brazos, ríos, o arroyos que se abren desde él o que desembocan en él. El primero por la margen derecha es el río Alférez Nelson Page; su nombre rinde honor al Alférez De Navío Nelson Tomás Page, fallecido trágicamente el 25 de marzo de 1926 en la confluencia del Paraná Bravo y el río Sauce, al caer su avión Vickers R4 mientras buscaba a un camarada que había sufrido un accidente. Le sigue por la vera opuesta el efluente río Gutiérrez, y en la misma vera izquierda el arroyo Paciencia; posteriormente, en la zona de la escuela Nº 22 el arroyo Cuzco. Más adelante se abre por la derecha el destacado efluente río Sauce, lugar del accidente de aviación antes citado.  
Nuevamente desde la ribera izquierda desemboca el mismo arroyo Cuzco, y por esa ribera el arroyo Paciencia Chico. Poco después se abre por la misma costa izquierda el efluente río Paloma, el cual se separa para volver rápidamente al Paraná Bravo y así contornear entre ambos cursos fluviales a la isla de la Paloma. 
Finalmente, frente a la ciudad uruguaya de Nueva Palmira y en las coordenas: 33°53′36.17″S 58°27′18.66″O / -33.8933806, -58.4551833, el río Paraná Bravo desemboca en el río Uruguay inferior, justo antes de que este haga lo propio en el Río de la Plata, en el paralelo de punta Gorda.    

## El Paraná Bravo durante la dictadura militar
Según testimonios de lugareños del Paraná Bravo —testigos de los hechos—, en la segunda mitad de la década de 1970, durante el autodenominado Proceso de Reorganización Nacional, este río era utilizado por el gobierno militar para arrojar en sus tramos más profundos y desde helicópteros verdes, cuerpos dentro de tanques de 200 litros con cemento, o mediante aviones militares, los que abrían sus compuertas para lanzar a este curso fluvial a personas atadas de pies y manos.